# Krympförband
Ett krympförband är ett förband som hopfogas med hjälp av expansion eller krympning av axel eller nav. Detta görs genom uppvärmning eller kylning av en eller båda delarna (endast en värms upp eller kyls åt gången) som följer utvidgningskoefficienten. När axeln och navet närmar sig rumstemperatur så sker en sammanfogning av materialen vilket skapar förbandet. Det är väldigt svårt att montera ner ett krympförband då man måste bryta denna sammanfogning som skett mellan axeln och navet så därför ses detta förband som permanent. Krympförband är med största del kraftbetingad funktion, med vilket menas att friktionen är den kraft av större betydelse vid överföring av krafter. Friktionskraften blir den betydande kraften då normalkraften blir stor som följer friktionsformel F = μN.
Exempel
Om tex en detalj är något större än ett hål men kyls så att den krymper och kan föras in i hålet så kommer den att sitta fast när den har återtagit ursprunglig temperatur. Krymp- och pressförband är huvudsakligen permanenta axel/navförband.